# HANABI (愛内里菜の曲)
「HANABI」（ハナビ）は、日本の歌手・愛内里菜の32作目のシングル。

## 概要
- パッケージ版としてのリリースは、「MAGIC」以来約1年ぶりである。
- 初回限定盤付属のDVDには、「HANABI」のPVが収録されている。
- 本作リリースの2～3日後に持病による歌手活動引退を公表しているため、同作品が事実上の最終リリースシングル盤となる（詳細は当該項目を参照）。

## 収録曲
1. HANABI [3:33]
  - 作詞：愛内里菜 / 作曲：大野愛果 / 編曲：石井健太郎
2. Garden [5:13]
  - 作詞：愛内里菜 / 作曲・編曲：長谷川哲史
3. HANABI -instrumental-
4. Garden -instrumental-

### 初回限定盤DVD
1. HANABI -music clip-

## タイアップ
- 日本テレビ系「ハッピーMusic」7月エンディングテーマ（#1）

## 収録アルバム
- LAST SCENE（#1）